# Beulah Valley
Beulah Valley – jednostka osadnicza w Stanach Zjednoczonych, w stanie Kolorado, w hrabstwie Pueblo.